# Ring-Dyke

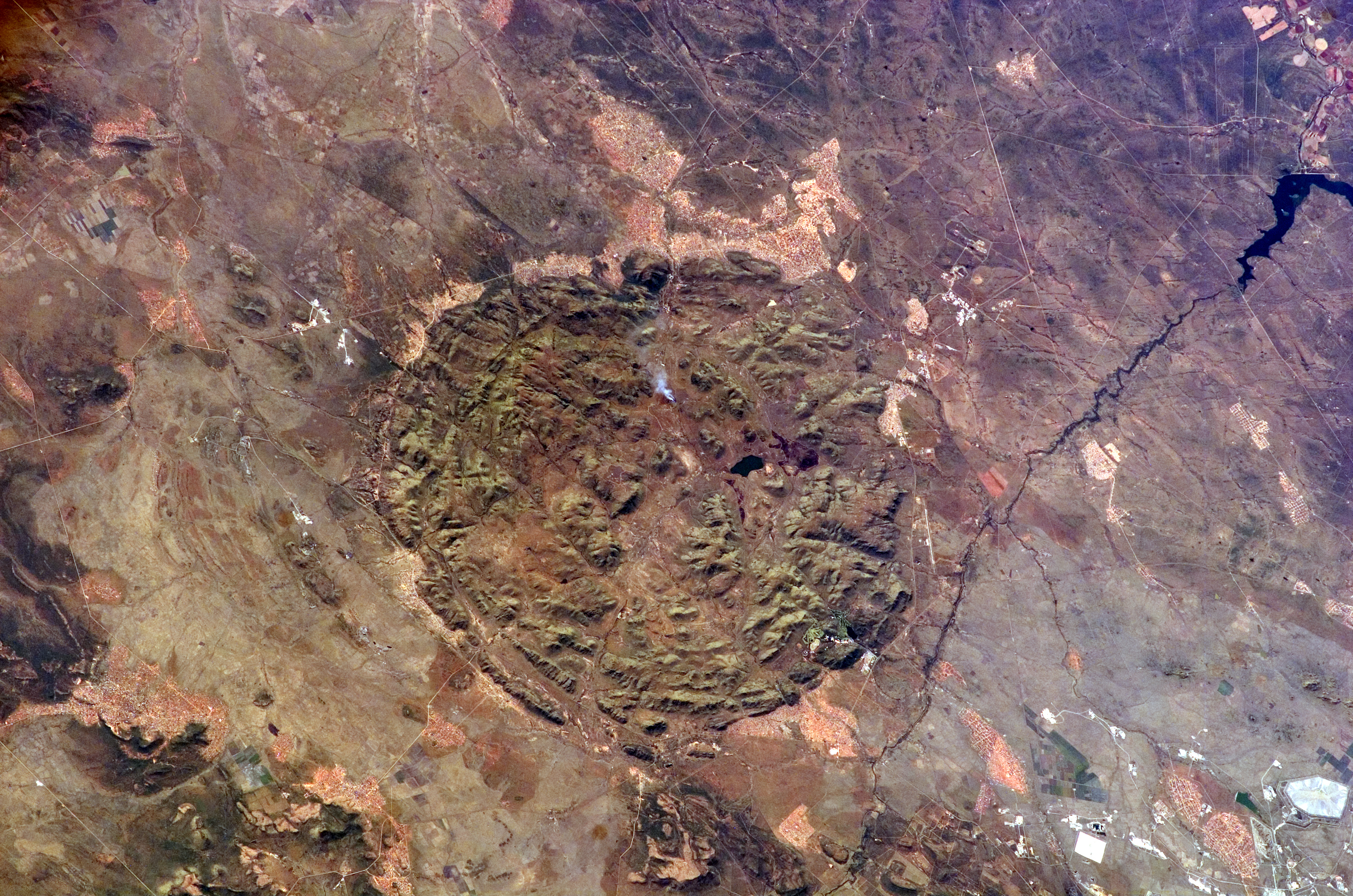
Der Pilanesberg in Südafrika

Ein Ring-Dyke oder Ring-Dike ist eine Erscheinungsform von magmatischen Dykes. Es bezeichnet einen intrusiven magmatischen Gesteinskörper, der im Grundriss kreisförmig, oval oder bogenförmig ist und steile Kontakte aufweist. Die Durchmesser von Ring-Dykes sind unterschiedlich, können aber bis zu mehreren tausend Metern betragen. Die am häufigsten akzeptierte Methode zur Bildung von Ring-Dykes steht in direktem Zusammenhang mit dem Einsturz von Calderas, einer kesselförmigen Struktur vulkanischen Ursprungs.

## Caldera-Einsturz und Ring-Dyke-Bildung

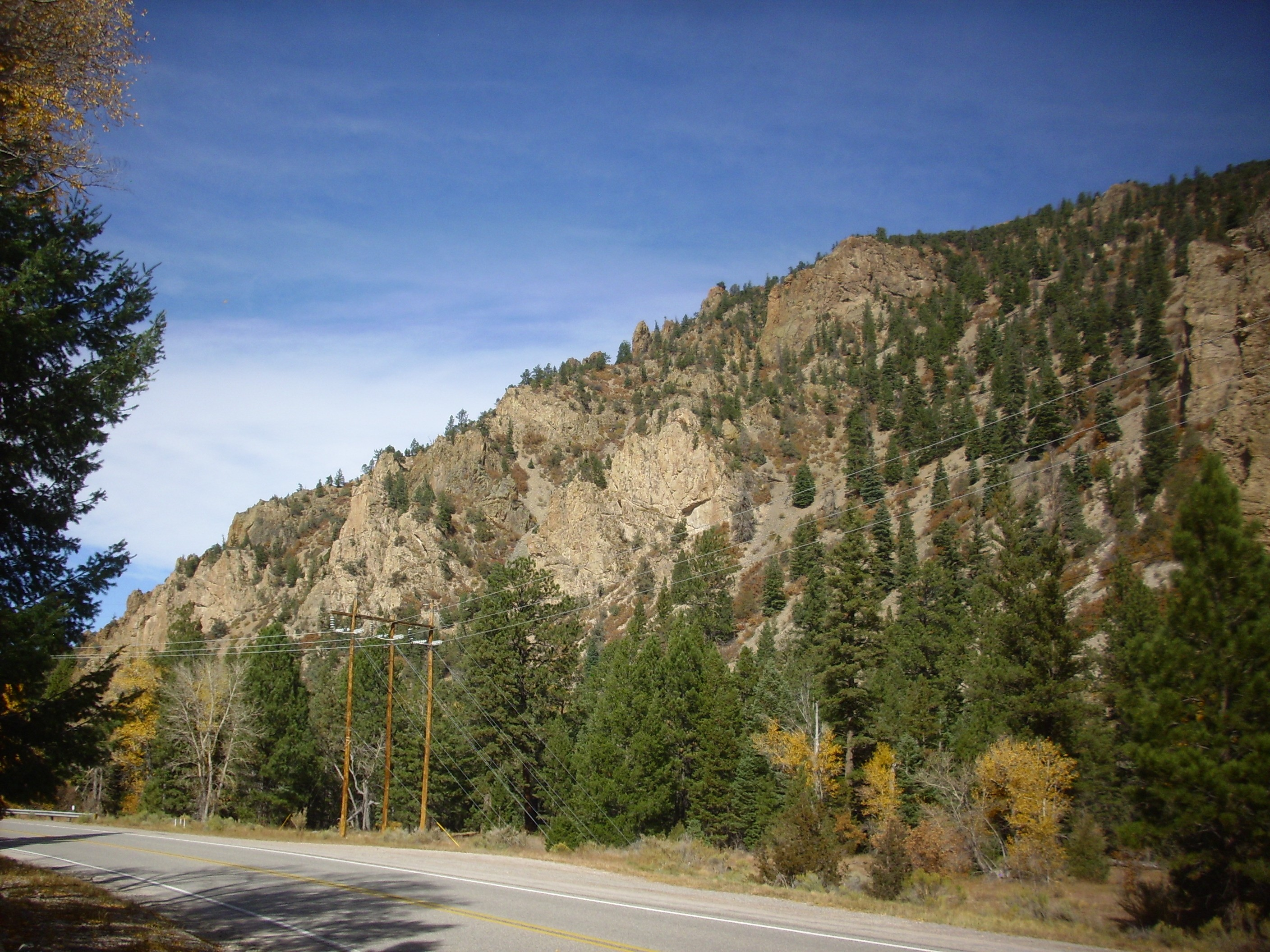
Ring-Dyke Questa Caldera in New Mexico, USA

Einsturzcalderas bilden sich durch die Entleerung einer Magmakammer. Effusive Eruptionen an den Flanken des zugehörigen Vulkans und ein Spaltensystem, das Magma von der Kammer wegleitet, sind beides Mechanismen, die eine Magmakammer entleeren können. Wenn sich der Druck in der Magmakammer ändert, führt eine Zunahme der Zugspannungen zu Spannungsrissen an der Oberfläche des Vulkans. Die Geometrie der Oberseite der Magmakammer bestimmt den Ort und das Ausmaß der Spannungsrisse. Darüber hinaus wurde festgestellt, dass die Wahrscheinlichkeit der Bildung einer Einsturzcaldera umso höher ist, je höher das Verhältnis von Radius zu Tiefe der Magmakammer ist.
Bei Erreichen einer Spannungsschwelle bricht die Decke der Magmakammer in sich zusammen, was als Kesselabsenkung bezeichnet wird. Spannungsbrüche reichen tiefer in das Profil und Scherbrüche oder Fallverschiebungen bilden sich in einem kreisförmigen Muster um die Caldera und werden als Ringverschiebungen bezeichnet. Ringverschiebungen können entweder vertikale oder steil abfallende Verwerfungen sein. Nach innen fallende Verwerfungen werden als Abschiebungen bezeichnet, nach außen fallende Verwerfungen als Aufschiebungen. Ringverschiebungen lassen dann Magma durch die Brüche aufsteigen, wodurch ein Ring-Dyke entsteht. Diese Dykes können als direkte Folge der Bildung einer einstürzenden Caldera oder durch viele Injektionen rund um die Ringverschiebung im Laufe der Zeit entstehen. Das Magma eines Ring-Dykes ist aufgrund der weniger dichten Schmelze, die sich an der Oberseite der Magmakammer befindet, typischerweise säurehaltig oder mittelschwer.
Es wurde die Hypothese aufgestellt, dass sich Ring-Dykes bilden können, wenn geneigte Schichten innerhalb eines Ringverwerfungssystems erfasst werden, wodurch sie als Zuleitungsdykes wirken. Die Ablenkung der Schichten kann durch die unterschiedlichen Materialeigenschaften zwischen und innerhalb der Verwerfungszone verursacht werden.

## Auswirkungen
Ob eine Calderaringverwerfung vom Zentrum der Absenkung nach innen oder nach außen abfällt, ist ein höchst umstrittenes Thema. Ringverwerfungen in Oberflächennähe sind Erosion und Massenbewegung unterworfen, was die Morphologie der Calderawände verändert und es schwierig macht, die Neigung der Verwerfungen bei ihrer Entstehung zu erkennen.

## Beispiele
- In den Ossipee Mountains in New Hampshire wurden etwa 36 Ring-Dykes gefunden. Die Bildung einiger, aber nicht aller Ring-Dykes ist auf Calderaabsenkung zurückzuführen. Die Zusammensetzung reicht von Monzonit bis Quarzsyenit.[11]
- Der Loch-Bà-Ring-Dyke auf der Isle of Mull in Schottland ist ein klassisches Beispiel für einen gut geformten Ring-Dyke.[12] Es hat eine ovale Form und sein Durchmesser beträgt etwa 5,8 km mal 8,5 km. Die Breite des Dykes variiert im gesamten Profil, mit einer maximalen Breite von etwa 300 Metern. Die Zusammensetzung variiert von Rhyolith bis Felsit, mit Einsprenglingen aus Alkalifeldspat und mafischen Mineralien.[13]